# Tillandsia paleacea
Tillandsia paleacea là một loài thuộc chi Tillandsia. Đây là loài bản địa của Bolivia.

## Hình ảnh

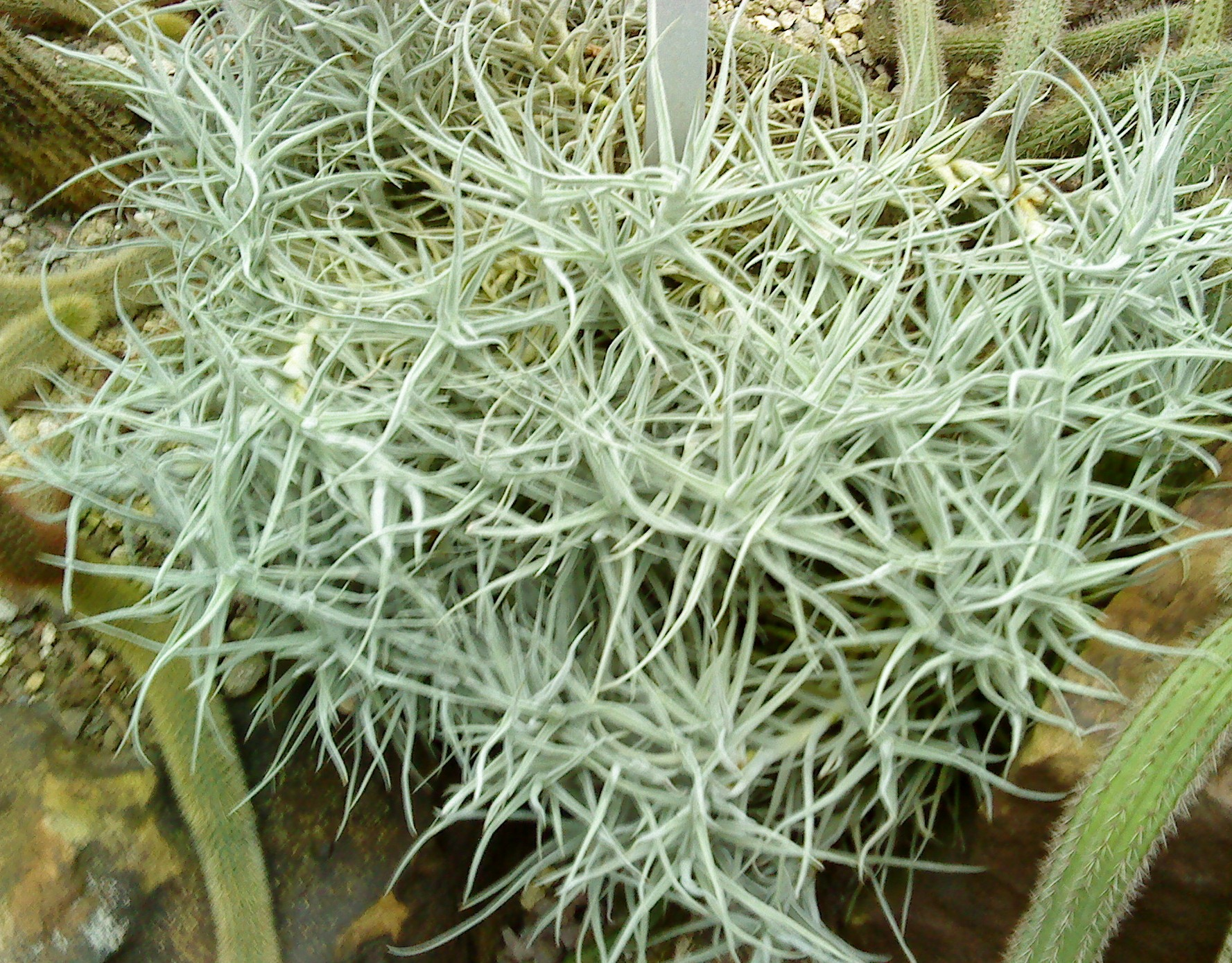

## Giống
- Tillandsia 'Sweet Isabel'